# Guadalupe Casasnovas
Guadalupe Casasnovas (Chicago, Illinois, 1960) es una artista conceptual contemporánea y crítica de arte dominicana. Se graduó de arquitecta y de artes visuales en la Universidad Nacional Pedro Henríquez Ureña (UNPHU) de Santo Domingo, República Dominicana.

## Carrera
Su primera individual Luz revuelta la presentó en el evento Photoimagen 2010. En el 2011 recibió, junto a Mayra Johnson, una Mención de honor en la 26 Bienal Nacional de Artes Visuales celebrada en el Museo de Arte Moderno de Santo Domingo. Su obra digital, Reality TV, fue presentada como parte del programa oficial de PhotoEspaña 2012. Reality TV también fue elegida para presentarse en Brasil, como parte del programa oficial de Paraty em foco.
Participó en las colectivas Sombras y reflejos, Cartografías urbanas, De buena madera y Alerta Gazcue, actividades del colectivo de arquitectos Escritura del espacio celebradas en el Museo de Arte Moderno de Santo Domingo y en Casa de Italia.
Su instalación El último golpe fue seleccionada para participar en la 27 Bienal Nacional de Artes Visuales celebrada en el Museo de Arte Moderno de Santo Domingo.
También participó en las colectivas Memento mori, Cartografías de prejuicios y Botánica Humana exposiciones que formaron parte del programa oficial de Photoimagen 2012 y 2014, presentadas en el Museo de Arte Moderno de Santo Domingo y en el Centro Cultural Eduardo León Jimenes de Santiago de los Caballeros, República Dominicana.
En el 2012 recibió el primer lugar del concurso de esculturas Transforma el cemento en arte auspiciado por Cementos Cibao. En el 2014 recibió el primer lugar del concurso Centenario de la Alliance française (Alianza Francesa) en Santo Domingo.
A finales del año 2014 participó y recibió mención de honor en el III Concurso Internacional de Tallas de madera de Taiwán (República de China). En el 2015 recibió el primer lugar de la selección dominicana de la V Trienal Internacional del tile cerámico Elite-tile, celebrado en el Museo de Arte Moderno de Santo Domingo.
En el 2015 participó en la 28 Bienal Nacional de Artes Visuales celebrada en el Museo de Arte Moderno de Santo Domingo. En el 2016 participó en el XXVI Concurso de Arte Eduardo León Jimenes, celebrado en el Centro Cultural Eduardo León Jimenes de Santiago de los Caballeros, República Dominicana En el 2017 participó, junto a Victoria Thomén en la exposición colectiva itinerante Confluencias, Trasatlántica 10 años en Sao Pablo, Brasil y en el PhotoEspaña, Casa América, Madrid, España.
En el 2018 participó, en Santo Domingo, en las exposiciones Colectivas Mas allá de la alteridad, Circus ¿ilusión o realidad? y Mujeres puro arte.

## Exposiciones individuales
- 2012 Luz revuelta Casa de Teatro, Santo Domingo, República Dominicana

## Exposiciones colectivas, bienales, premios
- 2012 Esquizofrenia tropical, PhotoEspaña 2012, Instituto Cervantes, Madrid, España, Sao Paulo, Brasil.[5]
- 2013 27 Bienal Nacional de Artes Visuales, Museo de Arte Moderno de Santo Domingo, República Dominicana
- 2014 Taiwan International Wood Carving Competition, Mención de Honor, Miaoli County, República de China (Taiwán)
- 2014 Botánica Humana, Photoimagen 2014, Centro Cultural Eduardo León Jimenes, Santiago De Los Caballeros, República Dominicana
- 2015 28 Bienal Nacional de Artes Visuales, Museo de Arte Moderno de Santo Domingo, República Dominicana
- 2015 III Festival Internacional de Videoarte Transmissions, Nueva Delhi, La India
- 2016 XXVI Concurso de Arte Eduardo León Jimenes, Centro Cultural Eduardo León Jimenes, Santiago De Los Caballeros, República Dominicana.
- 2017 Otra Dimensión, Nueva Escultura Dominicana, Museo Fernando Peña Defilló. Santo Domingo, República Dominicana
- 2017 Confluencias, Trasatlántica 10 años, PhotoEspaña 2017, Madrid, Brasil, Italia.[4]
- 2018 Más allá de la alteridad, homenaje a Soucy de Pellerano, ASR Contemporáneo, Santo Domingo, República Dominicana.[6]
- 2018 Circus ¿Realidad o ilusión?, Centro Cultural de España de Santo Domingo, República Dominicana.[7][8][9]